# Jakovany
Jakovany est un village de Slovaquie situé dans la région de Prešov.

## Histoire
Première mention écrite du village en 1314.

## Démographie

### Évolution de la population
| Année:               | 1994. | 2004.   | 2014.   | 2024.   |
| -------------------- | ----- | ------- | ------- | ------- |
| Nombre de personnes: | 370   | 355     | 351     | 349     |
| Différence:          |       | -4,05 % | -1,12 % | -0,56 % |

| Année:               | 2023. | 2024.   |
| -------------------- | ----- | ------- |
| Nombre de personnes: | 353   | 349     |
| Différence:          |       | -1,13 % |